# 太陽反輝

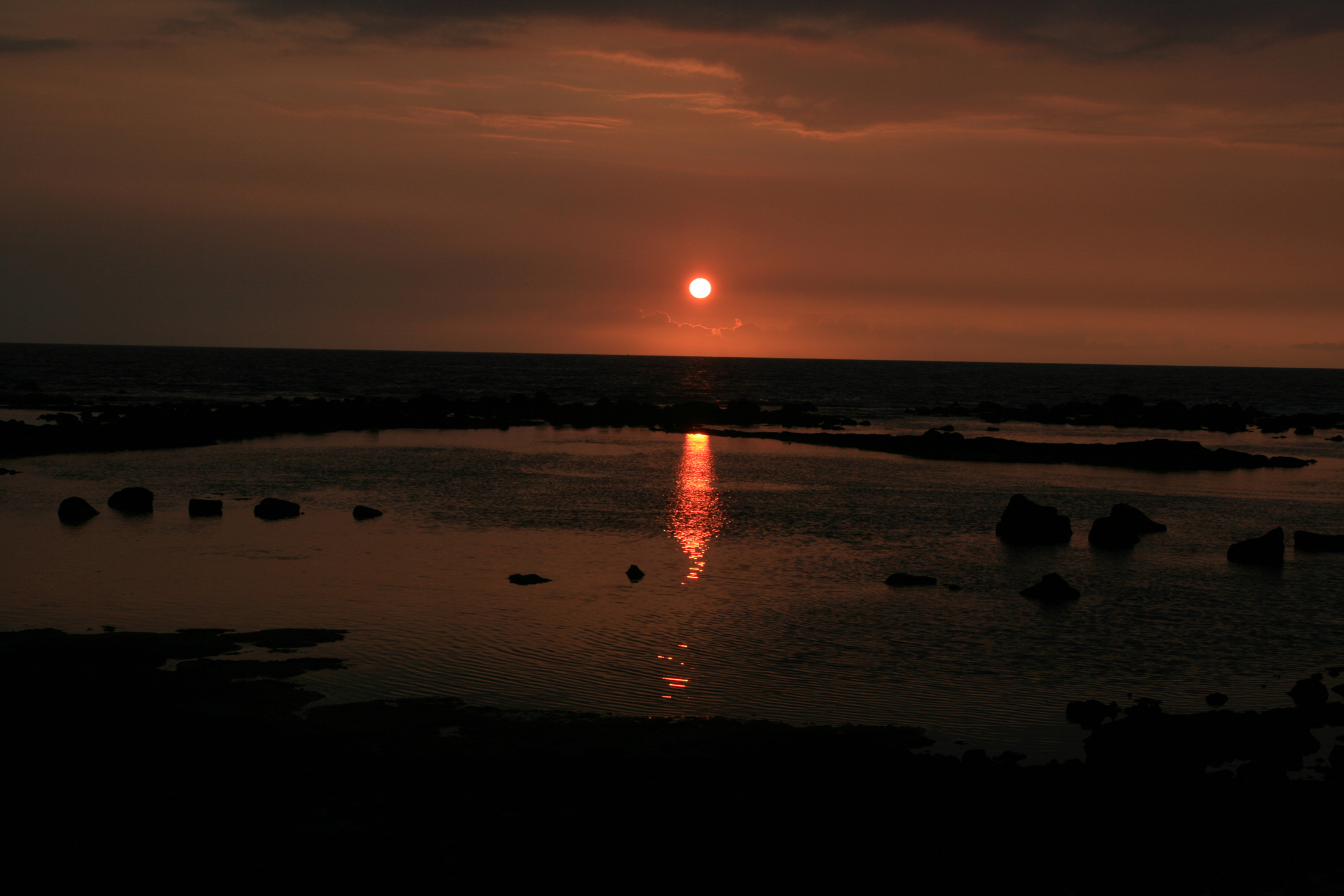
太陽反輝

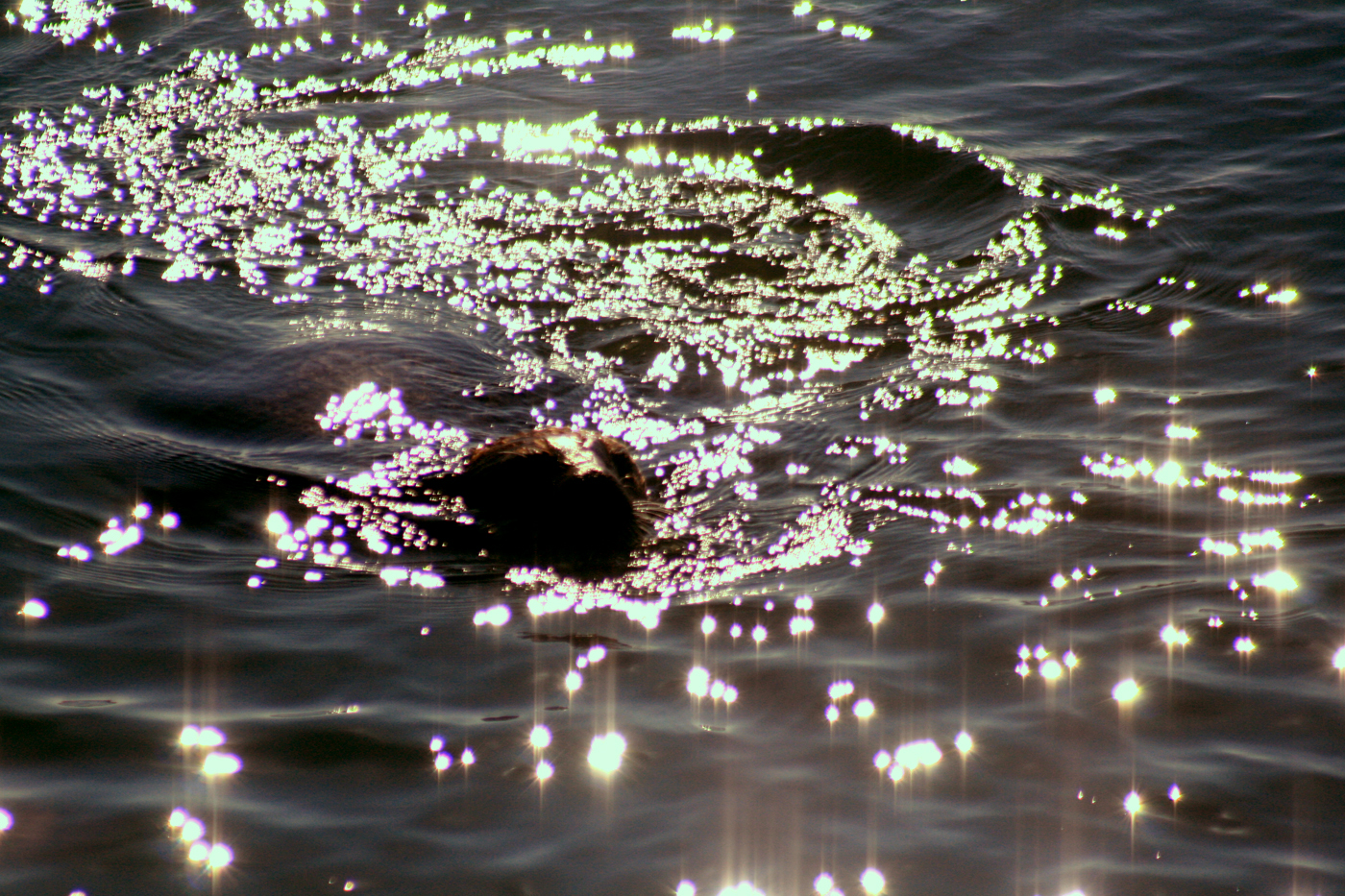
海獺和太陽反輝

太陽反輝是從水波反射的明亮、晶瑩光亮的陽光。這些波浪可能來自水的自然流動，或是鳥或其他動物在水中的運動，甚至流經岩石都可以暫時的創造出閃光。
從平滑表面的反射光會形成鏡面反射。在光滑表面的波紋，像是水面，水波上的每個點會以不同角度反射陽光。結果是，在正確方向上的觀察者將會看見許多小的太陽影像，形成抵達觀測者眼中的部分影像是指向反射陽光的水波的正確方向。看見的精確模式取決於觀者著的精確位置，顏色和反輝的長度取決於太陽的海拔高度。太陽的位置越低，反輝越長常也越偏紅。當真實的太陽低於海平面時，反輝會因為波浪而碎裂，這是因為波浪有時會遮蔽陽光而在反輝中造成陰影
太陽反輝的亮度足以對眼睛造成傷害，觀測反輝時要注意防範。